# Sidorejo (Selomerto)
Sidorejo is een bestuurslaag in het regentschap Wonosobo van de provincie Midden-Java, Indonesië. Sidorejo telt 851 inwoners (volkstelling 2010).